# アンナ・フォン・ベーメン (1323-1338)
アンナ・フォン・ベーメン（ドイツ語：Anna von Böhmen, 1323年3月27日 - 1338年9月3日）は、オーストリア公オットーの2番目の妃。

## 生涯
ボヘミア王ヨハンとエリシュカ・プシェミスロヴナの末子である。双子の姉妹エリーザベトは早世した。
1327年2月13日、父からハンガリー王カーロイ1世の息子ラースローとの婚約を決められたが、ラースローは1329年に死去。教皇からの特免状を受け取った後、神聖ローマ皇帝ルートヴィヒ4世の息子ルートヴィヒ6世と新たに婚約した。しかし、ルートヴィヒ4世が破門されたことにより、この結婚も破談となる。
ハプスブルク家と同盟関係を強めたい父の意向で、最終的にアンナの結婚相手はハプスブルク家から選ばれた。1330年初頭、父はオーストリア公オットー側に結婚を申し入れたが、この時は教皇の特免状が得られなかったが、1335年にベネディクトゥス12世から特免状を受け取ることができた。ハプスブルク家はこの結婚により、下オーストリアのヴァイトラ、ラー・アン・デア・ターヤーおよびラーベンスブルクの都市を手に入れた。
1335年2月2日、プラハに到着。それまでは姉ボナ（フランス王太子ジャンの妃であった）に従ってフランス宮廷にいたとみられる。12歳のアンナと20歳年上のオットーとの結婚式は、1335年2月15日または16日にズノイモで行われた。同日にオパヴァ＝ラチブシュ公ミクラーシュ2世の娘アンナとハルデック伯ブルヒャルト11世・フォン・クヴェーアフルトの結婚式も行われた。
1338年に15歳で死去し、夫もその半年後に死去した。2人は共にオットーの最初の妃エリーザベトの眠るノイベルク修道院に埋葬された。